# Hamataliwa rostrifrons
Hamataliwa rostrifrons là một loài nhện trong họ Oxyopidae.
Loài này thuộc chi Hamataliwa. Hamataliwa rostrifrons được George Newbold Lawrence miêu tả năm 1928.